# Perpignan
Perpignan là tỉnh lỵ của tỉnh Pyrénées-Orientales, thuộc vùng hành chính Occitanie của nước Pháp, có dân số là 116.700 người (thời điểm 2005).

## Các thành phố kết nghĩa
- Hannover, Đức, 1960
- Lancaster, Vương quốc Liên hiệp Anh và Bắc Ireland 1962
- Lake Charles, Louisiana, Hoa Kỳ 1993
- Sarasota, Florida, Hoa Kỳ 1995
- Týros, Liban 1997

## Những người con của thành phố
- Carlo Schmid, chính trị gia.
- Jean Ier d'Aragon, vua xứ Aragón
- Hyacinthe Rigaud, họa sĩ chân dung